# Grallaria quitensis
Pita-formigueira-do-páramo ou torom-moreno (Grallaria quitensis) é uma espécie de ave da família Formicariidae.
Pode ser encontrada nos seguintes países: Colômbia, Equador e Peru.
Os seus habitats naturais são: regiões subtropicais ou tropicais húmidas de alta altitude.